# فارس مدرع

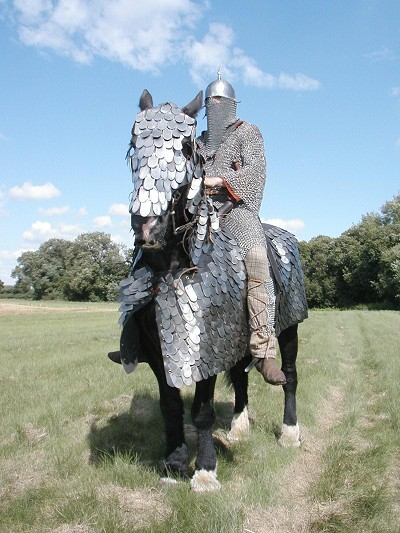
الكاتافراكت

الفارس المُدرَّع (بالإنجليزية: Cataphract)‏ هو شكل من سلاح الفرسان الثقيلة المدرعة التي كانت تستخدم في الحروب القديمة من قبل عدد من الشعوب في أوراسيا الغربية والسهوب الآسيوية.
كلمة كاتافراكت مشتقة من الكلمة اليونانية: Kataphraktos κατάφρακτος (بصيغة الجمع: κατάφρακτοι Kataphraktoi)، ومعناها «مدرع» أو «مغلق تماما».
كان الكاتافراكت عبارة عن فارس مدرع، حيث يكسا كلا من الفارس والفرس بدرع حرشفي من الرأس وحتى أخمص القدم، وكان يحمل الرمح كسلاح له.

## التركيب
كان الكاتافراكت مرنا لإعطاء الفارس والحصان درجة جيدة من الحركة ولكنه أيضا قوي بما فيه الكفاية لمقاومة جند المشاة.كان الدرع الحرشفي مكون من لوحات مستديرة من البرونز أو الحديد المتداخلة (يتراوح سمكها من 4-6 ملليمترات)، وكانت مثقوبة بثقبين أو أربعة في الجانبين، ثم تخاط معا بسلك من البرونز إلى ما هو تحتها من الجلد الذي يرتديه الحصان. الكاتافراكت الواحد يتألف من 1300 لوح معدني تقريبا، ووزنه يبلغ 40 كيلوجراما.